# Ponzano Monferrato
Ponzano Monferrato là một đô thị ở tỉnh Alessandria trong vùng Piedmont của Italia, có vị trí cách khoảng 45 km về phía đông của Torino và khoảng 35 km về phía tây bắc của Alessandria. Tại thời điểm ngày 31 tháng 12 năm 2004, đô thị này có dân số 405 người và diện tích là 11,6 km².
Ponzano Monferrato giáp các đô thị: Castelletto Merli, Cereseto, Mombello Monferrato, Moncalvo, và Serralunga di Crea.